# Slag bij Durazzo
De Slag bij Durazzo was een zeeslag uit de Eerste Wereldoorlog tussen de Oostenrijk-Hongaarse marine en de geallieerde marines. De slag vond plaats op 28 en 29 december 1915.

## Wat voorafging
December 1915, de Kaiserliche und Königliche Kriegsmarine stuurde een eskader de Adriatische Zee in, om te helpen in de Servische Campagne. De nieuwe lichte kruiser SMS Helgoland, begeleid door vijf Tatra class torpedobootjagers, verliet Kotor en vertrok naar Durazzo laat op de 28ste december, met de onderzeeër U-15 op patrouille bij Durazzo.
Terwijl ze op weg waren, namen zij de Franse onderzeeër  Monge  waar ten zuiden van Kotor. Torpedobootjager Balaton begon te vuren op de Franse onderzeeër  Monge  om deze vervolgens te rammen en zo de Monge tot zinken brengen.
Vroeg de volgende dag arriveerde het Oostenrijks-Hongaarse eskader bij de stad Durazzo en begon op de stad te schieten en de Helgoland bracht een [Grieks stoomschip en twee kleinere transportschepen tot zinken. Toen kwam de torpedobootjager Lika in een mijnenveld terecht en zonk. Ook de Triglav was geraakt door een mijn en was ernstig beschadigd. De Czepel probeerde de Triglav te slepen maar verloor een schroef waardoor de Tatra het slepen moest overnemen. Hierna vertrok het ernstig verzwakte Oostenrijks-Hongaarse eskader langzaam noordwaarts.

## De Slag
De geallieerde troepen in Brindisi werden gealarmeerd op het Oostenrijks-Hongaarse eskader. De Britse marine stuurde twee Town Class kruisers Dartmouth en de Weymouth om ze te onderscheppen. Ze werden snel gevolgd door de Italiaanse Quarto en Nino Bixio en verschillende Franse torpedobootjagers.
De Oostenrijkers reageerden hierop door een bericht naar Kotor te sturen om de gepantserde kruiser Kaiser Karl VI en de lichte kruiser Novara uit te zenden voor eventuele steun na de confrontatie. Ze kwamen echter niet in actie.
Vroeg in de middag van 29 december kwam het tot een confrontatie tussen de geallieerde schepen en het ernstig verzwakte Oostenrijkse eskader dat slechts halverwege hun thuisbasis was. De Franse torpedojagers begonnen op de Oostenrijkse torpedojager  Triglav  te vuren. Het schip zou later zinken bij kaap Rondini nadat het beschoten was door de Franse torpedojager Casque. De bemanning had het schip bijtijds verlaten.
Ondertussen probeerden de geallieerde kruisers de Helgoland en de drie resterende torpedobootjagers af te snijden. In een vuurgevecht over grote afstanden in de middag ontweek de Helgoland behendig de geallieerde kruisers en bereikte Kotor veilig, maar de Oostenrijks-Hongaarse schepen Lika and Triglav waren verloren gegaan. De Tatra had schade aan de motor opgelopen door verschillende inslagen.